# Transito di Mercurio da Saturno
| Transiti di Mercurio da Saturno |
| ------------------------------- |
| 4 marzo 1998                    |
| 1º giugno 1998                  |
| 28 agosto 1998                  |
| 25 novembre 1998                |
| 21 febbraio 1999                |
| 30 dicembre 2011                |
| 28 marzo 2012                   |
| 25 giugno 2012                  |
| 22 settembre 2012               |
| 22 luglio 2027                  |
| 19 ottobre 2027                 |
| 15 gennaio 2028                 |
| 13 aprile 2028                  |
| 10 luglio 2028                  |
| 15 agosto 2041                  |
| 12 novembre 2041                |
| 9 febbraio 2042                 |
| 7 marzo 2057                    |
| 3 giugno 2057                   |
| 31 agosto 2057                  |
| 28 novembre 2057                |
| 2 gennaio 2071                  |
| 1º aprile 2071                  |
| 29 giugno 2071                  |
| 26 settembre 2071               |
| 25 luglio 2086                  |
| 22 ottobre 2086                 |
| 18 gennaio 2087                 |
| 17 aprile 2087                  |
| 22 maggio 2100                  |
| 19 agosto 2100                  |
| 16 novembre 2100                |
| 13 febbraio 2101                |

Un Transito di Mercurio da Saturno, avviene quando il pianeta Mercurio passa tra il Sole e Saturno oscurando una piccola porzione del disco solare ad un ipotetico osservatore su Saturno.

Durante il transito Mercurio appare come un piccolo disco nero che si muove sulla superficie del Sole.

## Spiegazione
Nessuno ha mai osservato un tale transito, né è previsto possa succedere in un immediato futuro. Il prossimo transito avverrà il 22 luglio 2027.
Ipoteticamente, un transito di Mercurio potrebbe essere osservato dalla superficie di uno dei satelliti naturali di Saturno, piuttosto che dal pianeta stesso. Ovviamente i tempi e le modalità sarebbero leggermente diversi.
Il periodo sinodico Mercurio-Saturno è 88,694 giorni. Può essere calcolato usando la formula
{\displaystyle {\frac {1}{{\frac {1}{P}}-{\frac {1}{Q}}}}}
dove {\displaystyle P} è il periodo siderale orbitale di Mercurio (87,968) giorni e {\displaystyle Q} è il periodo orbitale di Saturno (10746,940 giorni).

L'inclinazione dell'orbita di Mercurio, rispetto a quella di Saturno, è 6,38°, che è minore rispetto all'eclittica terrestre che è 7,00°.
Da osservazioni empiriche sulle date dei transiti, si nota ogni 30 anni circa una ripetizione a gruppi dei transiti.

## Transiti degni di nota
Particolarmente interessante sarebbe stato poter osservare il transito del 21 marzo 1894, poiché è avvenuto lo stesso giorno di un transito di Venere da Saturno e di un transito di Mercurio da Venere. Tuttavia nessuno di quei transiti era simultaneo ad un altro.
Per un ipotetico osservatore su Saturno, sarebbe interessante anche il transito mancato di poco del 9 dicembre 2056 perché a distanza di appena sei ore inizierebbe un transito di Venere.